# Флаг Зюзина
Флаг внутригородского муниципального образования Зю́зино в Юго-Западном административном округе города Москвы Российской Федерации.
Флаг утверждён 26 января 2004 года и является официальным символом муниципального образования Зюзино.

## Описание
«Флаг муниципального образования Зюзино представляет собой двустороннее, прямоугольное полотнище с соотношением сторон 2:3.
Полотнище флага состоит из верхней, прилегающей к древку, красной части и равновеликой ей нижней голубой части, разделённых из нижнего, прилегающего к древку, угла полотнища жёлтой диагональной полосой, ширина которой составляет 7/30 длины (7/20 ширины) полотнища.
На жёлтой полосе, равномерно вдоль диагонали полотнища помещены изображения пяти липовых листьев. Габаритные размеры изображения одного листа составляют 2/15 длины и 1/5 ширины полотнища».

## Обоснование символики
Жёлтая диагональная полоса символизирует главную магистраль муниципального образования — улицу Каховка.
Липовые листья символизируют многочисленные липовые аллеи муниципального образования. Число листьев — пять веков истории села Зюзино.
Красное поле означает массовое кирпичное производство в селе Зюзино, развернувшееся после войны 1812 года.
Голубое поле символизирует связь местности с Чёрным морем, в честь прибрежных городов которого названы многие улицы муниципального образования.